# Antal Fasching
Antal (Antun, Anton) Fasching, geodet (Temišvar, 06. VI. 1879. – Budimpešta, 12. X. 1931.). 

## Životopis
Diplomirao je 1902. na Tehničkom sveučilištu u Budimpešti, gdje je i doktorirao 1906. kao prvi doktor geodezije u Mađarskoj. Od 1902. radio je kao asistent, zatim viši predavač, docent, triangulacijski inženjer, nadinženjer, inspektor državne izmjere, ministarski savjetnik i znanstveni suradnik mađarske Državne kartografije. Za vrijeme Prvoga svjetskog rata kao satnik dvije je godine radio u Vojnogeografskom institutu u Beču, gdje je sudjelovao u organizaciji vojnih izmjera. Također je sudjelovao u vođenju i provedbi triangulacije i kartografskim radovima u Rumunjskoj i Bukovini.
Odazvao se pozivu i od 1923. do 1927. bio je redoviti ugovorni profesor na Tehničkoj visokoj školi u Zagrebu, gdje je predavao Višu geodeziju, Državnu izmjeru, Fotogrametriju i Kartografiju. Važan je njegov doprinos u radu Komisije za izbor kartografske projekcije za područje tadašnje Jugoslavije. Potkraj 1927. vratio se u Budimpeštu gdje je radio u Državnom uredu za triangulaciju, a zatim u Državnoj kartografiji. Objavio je dvadesetak knjiga i više od četrdeset radova u stručnim časopisima na mađarskom, njemačkom, francuskom i hrvatskom jeziku. Za publicističku djelatnost dobitnik je nekoliko mađarskih odlikovanja i medalja.

## Djela
- A magyar földmérés újjászervezése (Reorganiziranje mađarskog zemljomjerstva). Budimpešta 1906.
- A magyar országos felmérés újjászervezése alkalmával figyelembe veendő legcélszerűbb matematikai vetítési módok (Najsvrhovitije metode matematičkog projiciranja koje treba uzeti u obzir pri reorganiziranju mađarske državne izmjere). Budimpešta 1906.
- Magyar országos földmérések legcélszerübb matematikai rendszerei (Najsvrsishodniji matematički sustav mađarskih državnih izmjera), doktorska disertacija. Budimpešta 1906.
- A magyar országos felmérésekről (O mađarskoj državnoj izmjeri). Budimpešta, 1908.
- A magyar országos háromszögelések és részletes földmérések új vetületi rendszerei (Novi projekcijski sustavi mađarske državne triangulacije i detaljne izmjere). Budimpešta 1909 (prema Frančuli: Dvostruka kosa konformna cilindrična projekcija, 1972, vidi također Bacsatyai, VGI, 1995).
- A meridián irányának számszerű és grafikus meghatározása magyarországi vetületi (sík) összrendezők alapján (Numeričko i grafičko određivanje smjera meridijana pomoću (plošnih) skupnih direktrisa mađarske projekcije). Budimpešta 1909.
- Azimut számítás különösen bányászati célokra (Računanje azimuta, naročito za potrebe rudarstva). Katastarsko glasilo 1909, str. 249-265, Požun.
- A földrajzi szélesség számítása a magyar sztereografikus összrendezők alapján (Izračunavanje geografske širine pomoću skupnih direktrisa mađarske stereografske projekcije). Kartografsko glasilo 1910, str. 1-6, Požun.
- A meridián konvergencia és a földrajzi összrendezők új számítási módja (Nova metoda računanja konvergencije meridijana i zemljopisnih skupnih direktrisa). Mađarska udruga inženjera i graditelja, str. 269-273, Budimpešta 1913.
- A redukció számítások kettős konform vetületek esetében (Izračunavanja redukcije u slučajevima dvojnih konformnih projekcija). Katastarski glasnik 1913, str. 108-117, 139-149, 175-182, 207-212, Požun.
- A földméréstan kézikönyve II. kt, (Priručnik za izmjeru zemljišta, II. knj.). Budimpešta 1914, 404 str., 92 sl. – Konformna azimutalna (stereografska) projekcija jest za kružna područja s promjerom do 600 km ujedno i projekcija minimalne moguće deformacije. Geodetski glasnik 1922, 1-2, str. 1-10. – Projekcija. Beograd 1922, 70. str.
- Das rationelle Koordinatensystem (Racionalni koordinatni sustav). Budimpešta 1923. Racionalni koordinatni sustav za izračunavanje većih triangulacija (preveo A. Podvinec). Glasilo geometara 1924, 3-4, str. 7-10.
- Die stereographische Projektion ist für kreisförmige Gebiete bis ca. 600 km Durchmesser zugleich die Abbildung der überhaupt möglichen kleinsten Verzerrungen. Zeitschrift für Vermessungswesen 1925, Vol. 54, No. 3-4, p. 42.
- A geodéziai koordináterenszerek és a geoid konform vetületei (Geodetski koordinatni sustavi i konformne projekcije geoida). Budimpešta 1929, 55 str.
- Újabb mozgalmak a térképészeti vetületek gyakorlati alkalmazása terén (Novi pokreti u praktičnoj primjeni kartografskih projekcija). Kartografsko glasilo 1932, str. 281-282, Budimpešta.